# 武特扎克
武特扎克（法語：Voutezac，法語發音：[vut.zak]）是法国科雷兹省的一个市镇，位于该省西部略偏南，属于布里夫拉盖亚尔德区。

## 地理
武特扎克（45°17'32"N, 1°26'14"E）面积22.38 平方千米，位于法国新阿基坦大区科雷兹省，该省份为法国中南部省份，北起上维埃纳省和克勒兹省，西接多爾多涅省，南至洛特省，东临多姆山省和康塔爾省。
与武特扎克接壤的市镇（或旧市镇、城区）包括：阿拉萨克、埃斯蒂沃、奥布雅、韦泽尔河畔奥尔尼亚克、圣索尔夫、维尼奥勒。

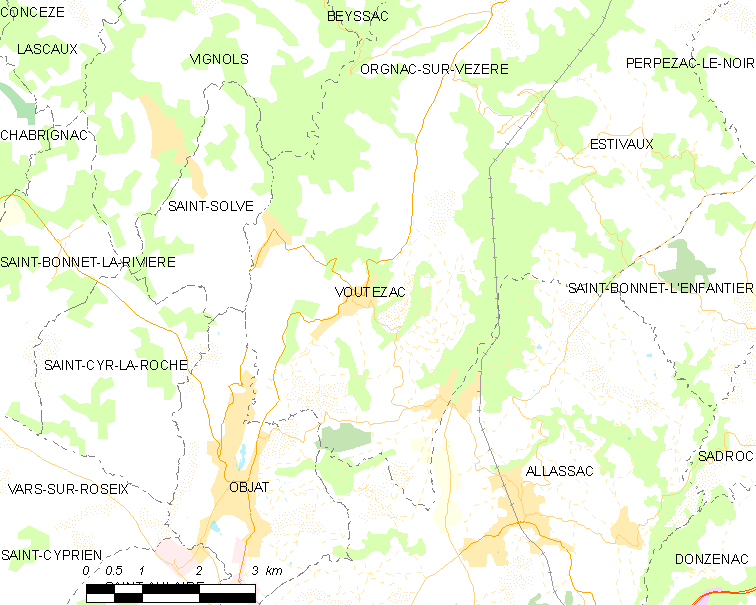
武特扎克的OSM定位图

武特扎克的时区为UTC+01:00、UTC+02:00（夏令时）。

## 行政
武特扎克的邮政编码为19130，INSEE市镇编码为19288。

## 政治
武特扎克所属的省级选区为利桑多奈县。

## 人口

1962-2008年间武特扎克人口变化图示

武特扎克于2022年1月1日时的人口数量为1243人。